# Pithecia vanzolinii
Khỉ Vanzolini (Danh pháp khoa học: Pithecia vanzolinii) là một loài khỉ Saki trong họ khỉ Tân Thế giới (Pitheciidae) phân bố ở miền Tây của Brazil. Nó được đặt tên theo tên nhà sinh vật học Brazil Paulo Vanzolini. Loài này được Hershkovitz mô tả lần đầu tiên như là phân loài Pithecia irrorata vanzolinii. Sau 61 năm không được thấy ở dạng còn sống thì vào năm 2017, một cá thể đã bị những người thợ săn tại một cộng đồng ở bang Acre, Brazil bắt giữ để lấy thịt rừng.

## Phân loại
Một số cá thể khỉ Vanzolini lần đầu tiên được nhà tự nhiên học người Ecuador là Alfonzo Olalla thu thập vào năm 1936 khi đang thám hiểm sông Juruá. Ông làm thành tiêu bản đặt trong viện bảo tàng, vào thời điểm đó, chúng chỉ được xem là một nhánh khác của khỉ saki. Mãi đến năm 2014, tiến sĩ Marsh mới nhận ra những đặc điểm riêng và kỳ lạ của các bộ da khỉ trong bảo tàng, để rồi biết rằng đây là một loài hoàn toàn mới.
Trong nhiều năm, không có bất kỳ ghi nhận nào về loài này trong tự nhiên. Các mẫu vật tiếp theo được Fernando Novaes (khi đó là giám đốc bảo tàng Goeldi ở Pará) và trợ lý của ông là Miguel Moreira thu thập năm 1956. Lần cuối cùng có người nhìn thấy khỉ saki Vanzolini là vào năm 1956, khi 2 nhà nghiên cứu tiến vào khu vực phía Tây Amazon và trở ra với xác của hai con khỉ. Tuy nhiên, cả hai xác nhận rằng họ tìm thấy xác của chúng, chứ không được thấy chúng hoạt động thế nào ngoài tự nhiên.

## Tái phát hiện
Sau khi chưa từng thấy hơn 60 năm sau đó, một cá thể khỉ thuộc loài này đã được chụp hình trong tự nhiên vào tháng 8 năm 2017 cho đến khi một thợ săn vô tình tiết lộ vào đầu năm 2017 Một trong những loài vật bí ẩn nhất rừng Amazon lần đầu tiên được "lên ảnh". Sinh vật này đã không xuất hiện trong vòng 80 năm, và đây cũng là lần đầu tiên chúng được "lên hình". Các nhà sinh vật học mới đây đã chụp được ảnh về một loài khỉ cực hiếm và siêu bí ẩn tại rừng Amazon.
Đây là lần đầu tiên trong lịch sử loài vật này được lên hình, và cũng là lần đầu tiên trong vòng 81 năm con người nhìn thấy chúng xuất hiện ngoài tự nhiên. Trước kia con người chỉ biết đến chúng qua những bộ da treo trong viện bảo tàng. Tuy nhiên trong chuyến đi thực địa do tiến sĩ Laura Marsh dẫn đầu, nhóm chuyên gia cuối cùng đã tìm thấy loài khỉ này, đồng thời thực hiện được những bức ảnh, tuy vậy, chúng đã được tìm ra ở cái thời điểm rất nguy hiểm: nạn săn bắn, chặt phá rừng đang khiến môi trường sống bị thu hẹp, số lượng loài giảm mạnh.